# Frank Yallop
Frank Walter Yallop (* 4. April 1964 in Watford, Hertfordshire) ist ein kanadischer Fußballtrainer und ehemaliger -spieler.
Der in England geborene Abwehrspieler verbrachte einen Großteil seiner Karriere als Spieler bei Ipswich Town.

## Vereinskarriere
Frank Yallop wuchs in Vancouver, British Columbia auf. 1983 unterschrieb er einen Vertrag beim damaligen Erstligisten Ipswich Town. Insgesamt absolvierte er in 13 Jahren bei dem Verein 385 Spiele (inkl. Pokal) und erzielte 8 Tore. Yallop stieg 1986 mit Ipswich in die zweite Liga ab und war auch sechs Jahre später bei dem Aufstieg in die neue Premier League noch im Kader der Mannschaft.
Nach seiner langen Zeit in England wechselte er 1996 nach Nordamerika in die damals neuentstandene Major League Soccer. Im MLS Inaugural Player Draft wurde er von Tampa Bay Mutiny ausgewählt. Bis zum Ende der Saison 1998 war er bei jedem Tampa-Spiel auf dem Platz.

## Nationalmannschaft
1990 gab er sein Debüt für die Kanadische Fußballnationalmannschaft während der NAFC-Meisterschaft gegen die USA. Sein letztes Spiel für Kanada absolvierte er im November 1998 gegen Costa Rica.

## Trainerkarriere
2004 wurde er Trainer der kanadischen Fußballnationalmannschaft, ehe er 2006 wieder in die MLS zu Los Angeles Galaxy wechselte. Er schaffte es in den Jahren 2006 und 2007 nicht, die Galaxys in die Play-offs zu bringen.
Anfang November 2007 gab er bekannt, wieder zu seinem alten Verein San José Earthquakes zu gehen, die er von 2001 bis 2003 schon einmal trainiert hatte. Yallops Mannschaft gewann in der Saison 2012 den MLS Supporters’ Shield, startete jedoch vergleichsweise schwach in die Saison 2013. Am 7. Juni 2013 wurde Yallop daraufhin entlassen. Am 31. Oktober 2013 übernahm er den Posten als Cheftrainer und Sportchef bei Chicago Fire.